# Eelam Revolutionary Organisation of Students
 (septembre 2022).
Si vous disposez d'ouvrages ou d'articles de référence ou si vous connaissez des sites web de qualité traitant du thème abordé ici, merci de compléter l'article en donnant les références utiles à sa vérifiabilité et en les liant à la section « Notes et références ».
Eelam Revolutionary Organisation of Students (EROS, tamoul : ஈழ புரட்சிகர மாணவர் இயக்கம் ) est un ancien groupe militant srilankais tamoul, qui avait pour objectif d'obtenir l'indépendance de l’Îlam tamoul. 
En 1990, le groupe se scinde en deux ; la majorité des membres d'EROS rejoignent les Tigres tamouls, le reste le transformant en un parti politique pro-gouvernemental et anti-LTTE.

## Histoire

### Fondation
EROS a été créée à Londres en 1975 par Eliyathamby Ratnasabapathy, V. Balakumaran, Nesadurai Thirunesan (alias Shankar Rajee) et Balanadarajah Iyer (alias Sinna Bala). Au départ, c'était qu'un simple groupe de réflexion, influencé par le marxisme, pour analyser les problèmes des tamouls au Sri lanka. La majorité des membres sont originaires des districts de Batticaloa et d'Amparai, et d'autres viennent de la péninsule de Jaffna. EROS est le premier groupe politique à recruter des musulmans sri-lankais, et celui qui s'impliquera le plus pour cette minorité au Sri Lanka plus que aucun autre groupe. Ils ont élaboré un programme en quatre phases pour coopter les musulmans de langue tamoule de la province de l'Est dans la lutte pour l'Eelam, en travaillant étroitement avec eux.

### Liens avec la Palestine
En 1976, l'EROS a établi des liens avec Abou Jihad de l'Organisation de libération de la Palestine, et a commencé à planifier la mise en place de camps pour donner aux Tamouls sri-lankais un entraînement militaire. 
EROS a ouvert un camp d'entraînement pour les LTTE où Velupillai Prabhakaran a reçu sa formation initiale. Le Tamil Eelam Liberation Organization (TELO), le Eelam People's Revolutionary Liberation Front (EPRLF) et le People's Liberation Organisation of Tamil Eelam (PLOTE) ont aussi envoyé leurs propres hommes dans les camps de formation palestinien à la demande d'EROS. 
Beaucoup de militants tamouls, qui seront plus tard les noyaux durs de groupes tamouls séparatistes, ont commencé leur carrière dans ces camps.

### Divergence entre les groupes
Malgré le fait qu'EROS possède l'idéologie la plus radicale de tous les groupes tamouls, de par son nationalisme révolutionnaire, le groupe n'est pas devenu militairement actif comme a pu être les LTTE ou TELO. Comme son leadership était basé à Londres, leurs actions militaires les plus remarquables ont été les attentats à la bombe perpétrés au Sri Lanka en 1984 et 1985 et l'enlèvement de la journaliste britannique Penelope Willis.
A cause de cette distance, des divergences sont apparues en 1979 parmi les cadres au Sri Lanka. En conséquence, l'aile étudiante de l'EROS s'est séparée de l'EROS en 1980 pour former une nouvelle organisation, le Eelam People's Revolutionary Liberation Front (EPRLF). EROS a également été l'une des principales forces à l'origine de la tentative de former un front uni, le Eelam National Liberation Front en 1984, et il est resté le principal moteur du front jusqu'à sa désintégration en 1986.

### Politique
EROS a participé les élections législatives de 1989 en tant que groupe indépendant dans quatre circonscriptions du nord-est de Sri Lanka. Eliyathamby Ratnasabapathy et Eliyathamby Pararasasingam ont été élus parmi les députés EROS élus.

### Association des LTTE
Au cours de l'Intervention indienne dans la guerre civile du Sri Lanka, EROS était l'un des rares groupes à soutenir les LTTE et était en fait leur principal organe consultatif politique, car les EROS et les LTTE travaillaient en alliance les uns avec les autres. À la fin des années 1980, des divergences ont surgi parmi les dirigeants d'EROS sur la question de savoir s'ils devaient ou non soutenir militairement le LTTE. En 1990, le groupe a été effectivement dissous. L'un de ses deux principaux dirigeants, V. Balakumaran, et une grande partie de ses membres, ont quitté EROS pour rejoindre les LTTE, affirmant que c'était une trahison de la cause tamoule de ne pas prendre les armes.
Les restes du groupe, dirigé par Shankar Rajee, est resté à Colombo et a continué à s'appeler EROS. Ils se sont transformés en groupe paramilitaire pro-gouvernemental, anti-LTTE et en parti politique. Après la mort de Shankar Rajee en 2005, son fils Nesan Thirunesan a pris ses fonctions de nouveau leader des jeunes.

## Résultats électoraux

### Élections législatives
| Année | Voix    | %    | Rang | Sièges   | Alliance                            |
| ----- | ------- | ---- | ---- | -------- | ----------------------------------- |
| 1989  | 229 877 | 4,11 | 3e   | 10 / 225 |                                     |
| 1994  | 38 028  | 0,48 | 6e   | 3 / 225  | Tamil Eelam Liberation Organization |

## Dans la culture populaire
- Le père de la chanteuse M.I.A., Arul Pragasam, est l'un des fondateurs du groupe EROS.